# Agonita coomani
Agonita coomani es un coleóptero de la familia Chrysomelidae.
Fue descrita científicamente por primera vez en 1924 por Maurice Pic.